# Tanjung Piai
Tanjung Piai este un cap în peninsula Malacca din statul Johor al Malaysiei care reprezintă cel mai sudic punct al Asiei continentale. El se află la intersecția strâmtorii Malacca cu strâmtoarea Singapore.